# Eurocom
Eurocom (полное название: Eurocom Entertainment Software) — частная компания, которая специализировалась на разработке и портировании компьютерных игр. 

## История компании
В 1988 году, в октябре, пятеро энтузиастов — Ян Снип (англ. Ian Sneap), Мэт Снип (англ. Mat Sneapp), Тим Роджерс (англ. Tim Rogers), Нил Болдуин (англ. Neil Baldwin) и Хью Биннс (англ. Hugh Binns) – основали свою компанию. Отец одного из них не только помог с начальным капиталом, но и предоставил комнату для офиса и обеспечил минимальную зарплату сотрудникам. Примечательно, что сначала у компании не было официального комплекта для разработки программного обеспечения. Они использовали фотокопии документации на японском языке, полученные через компанию Taxan и частично переведённые силами двух  знакомых японских девушек. Ричард Алтон, специалист по электронике, разработал для компании перезаписываемые картриджи, использовавшиеся для отладки программ. Для написания программ использовался ассемблер PDS. Впоследствии в компании был разработан собственный кросс-ассемблер для IBM-PC-совместимых компьютеров, сначала поддерживавший процессор MOS 6502 и потом дополненный поддержкой 65C816 для разработки игр для SNES.
Первоначально компания занималась играми для приставки Nintendo Entertainment System. В начале 1990-х годов штат компании составлял пять человек. Примерно в 1992 году, после выпуска игры James Bond Jr., компания осталась практически без средств и находилась в поисках издателя для новых проектов. Некоторые сотрудники в этот период стали совмещать работу в компании с выполнением сторонних заказов в качестве фрилансеров — так, Нил Болдуин, программист и композитор компании, написал в те времена музыку для нескольких игр других компаний. Для получения средств к дальнейшему существованию компания разработала игру Lethal Weapon 3 (1992) для издателя Ocean.
В конце 1992 года компания расширилась и помимо NES стала также заниматься разработкой игр для Game Boy, Sega Master System и 3DO. Компания заключила контракт с Virgin Interactive, которая в тот момент искала внешнюю команду для завершения разработки игры Disney’s The Jungle Book (1994) для приставки Sega Mega Drive. Также компанией были разработаны версии этой игры для NES и Game Boy.
По состоянию на 2010 год Eurocom было выпущено свыше семидесяти компьютерных игр для различных платформ.
Помимо оригинальных игр, многие игры Eurocom были созданы на основе кинолицензий: например, она разработала несколько игр про Джеймса Бонда, в числе которых The World Is Not Enough (2000), James Bond 007: Nightfire (2002, консольный вариант), 007 Legends (2012). Есть в портфолио компании и продукты по мультипликационным лицензиям, например, Ice Age 2: The Meltdown (2006). Иногда компания создавала продолжения известных франшиз, начатых другими студиями (Duke Nukem: Zero Hour, 1994 или Crash Bash, 2000). Кроме того, Eurocom выпустила несколько официальных спортивных симуляторов, приуроченных к Олимпийским играм (Vancouver 2010: The Official Videogame of the Winter Olympic Games 2010 года).
Компания прекратила свою деятельность в ноябре 2012 года, объявив о банкротстве.  В студии в Дерби работало около 270 разработчиков.

## Разработанные игры
- 1990 — Magician (NES)
- 1991 — James Bond Jr. (NES, SNES)
- 1992 — Lethal Weapon (NES, Game Boy)
- 1992 — Rodland (Game Boy)
- 1993 — Tesserae (ПК, Game Boy, Game Gear)
- 1993 — Sensible Soccer (Game Gear)
- 1994 — Stone Protectors (SNES)
- 1994 — Dino Dini’s Soccer (SNES)
- 1994 — Brutal: Paws of Fury (SNES)
- 1994 — Disney’s The Jungle Book (Sega Mega Drive, SNES)
- 1994 — Family Feud (ПК, 3DO, Sega Mega Drive)
- 1994 — Super Dropzone (SNES)
- 1994 — Earthworm Jim (Game Boy, Game Gear)
- 1995 — Super Street Fighter 2: Turbo (ПК)
- 1995 — Spot Goes to Hollywood (Mega Drive)
- 1996 — Mortal Kombat 3 (PlayStation, Sega Saturn)
- 1996 — Ultimate Mortal Kombat 3 (PlayStation, Saturn)
- 1996 — Maui Mallard in Cold Shadow (SNES)
- 1997 — Cruis’n World (Nintendo 64)
- 1997 — Disney's Action Game Featuring Hercules (PlayStation, Windows)
- 1997 — War Gods (N64, PlayStation)
- 1997 — Duke Nukem 64 (N64)
- 1997 — Machine Hunter (PlayStation, ПК)
- 1998 — Mortal Kombat 4 (N64, PlayStation, ПК)
- 1999 — Disney’s Tarzan (PlayStation, ПК N64)
- 1999 — Duke Nukem: Zero Hour (N64)
- 1999 — NBA Showtime NBA on NBC (N64, PlayStation)
- 1999 — Hydro Thunder (N64, Dreamcast, ПК)
- 1999 — Mortal Kombat Gold (Dreamcast)
- 1999 — 40 Winks (N64, PlayStation)
- 1999 — The New Addams Family Generator (аркадный автомат)
- 2000 — Who Wants To Be A Millionaire? (Game Boy Color)
- 2000 — The World Is Not Enough (N64)
- 2000 — Crash Bash (PlayStation)
- 2001 — NBA Hoopz (PlayStation, PlayStation 2, Dreamcast)
- 2001 — Atlantis: The Lost Empire (Game Boy Color, PlayStation)
- 2002 — Rugrats: I Gotta Go Party (Game Boy Advance)
- 2002 — James Bond 007: Nightfire (GameCube, PlayStation 2, Xbox)
- 2002 — Harry Potter and the Chamber of Secrets (GameCube, Xbox, Game Boy Advance)
- 2003 — Buffy the Vampire Slayer: Chaos Bleeds (GameCube, PlayStation 2, Xbox)
- 2003 — Sphinx and the Cursed Mummy (GameCube, PlayStation 2, Xbox)
- 2004 — Athens 2004 (PlayStation 2)
- 2004 — Spyro: A Hero's Tail (GameCube, PlayStation 2, Xbox)
- 2005 — Robots (PlayStation 2, Xbox, GameCube, ПК)
- 2005 — Predator: Concrete Jungle (PlayStation 2, Xbox)
- 2005 — Batman Begins (GameCube, PlayStation 2, Xbox)
- 2006 — Ice Age 2: The Meltdown (GameCube, PlayStation 2, Xbox, ПК, Wii)
- 2007 — Pirates of the Caribbean: At World’s End (Xbox 360, PlayStation 2, PlayStation 3, PSP, Wii, ПК)
- 2008 — Beijing 2008: The Official Game of the Olympic Games (PlayStation 3, Xbox 360, ПК)
- 2008 — The Mummy: Tomb of the Dragon Emperor (Nintendo DS, PlayStation 2, Wii)
- 2008 — Quantum of Solace (PlayStation 2)
- 2009 — Ice Age: Dawn of the Dinosaurs (PlayStation 3, Xbox 360, Wii, PS2, ПК)
- 2009 — G-Force (PlayStation 3, Xbox 360, Wii, PS2, ПК)
- 2009 — Dead Space: Extraction (Wii)
- 2010 — Vancouver 2010: The Official Videogame of the Winter Olympic Games (PlayStation 3, Xbox 360, ПК)
- 2010 — Goldeneye 007 (Wii)
- 2011 — Disney Universe (PlayStation 3, Xbox 360, ПК)
- 2012 — Harry Potter Kinect (Xbox 360)
- 2012 — 007 Legends (Xbox 360, PlayStation 3, ПК)